# Corotiacus
Corotiacus ist der Name eines keltischen Gottes aus Britannien, der nach der Interpretatio Romana mit Mars gleichgesetzt wird und dadurch zu einem Beinamen des römischen Gottes wird.
Mars Corotiacus wird in einer einzigen Weiheinschrift aus Martlesham (Suffolk) genannt:
DEO MARTI COROTIACO / SIMPLICIA PRO SE V.P.L.M.
(am Sockel darunter:) GLAUCUS FECIT
Diese Inschrift ist auf einer Bronze-Statuette angebracht, die den Gott zu Pferde zeigt, einen am Boden liegenden Gegner überreitend.